# Uropyxis farlowii
Uropyxis farlowii ist eine Ständerpilzart aus der Ordnung der Rostpilze (Pucciniales). Der Pilz ist ein Endoparasit des Hülsenfrüchtlers Dalea domingensis. Symptome des Befalls durch die Art sind Rostflecken und Pusteln auf den Blattoberflächen der Wirtspflanzen. Sie ist in Mittelamerika und der Karibik verbreitet.

## Merkmale

### Makroskopische Merkmale
Uropyxis farlowii ist mit bloßem Auge nur anhand der auf der Oberfläche des Wirtes hervortretenden Sporenlager zu erkennen. Sie wachsen in Nestern, die als gelbliche bis braune Flecken und Pusteln auf den Blattoberflächen erscheinen.

### Mikroskopische Merkmale
Das Myzel von Uropyxis farlowii wächst wie bei allen Uropyxis-Arten interzellulär und bildet Saugfäden, die in das Speichergewebe des Wirtes wachsen. Ihre Spermogonien wachsen zahlreich an den Wirtsstängeln. Die Aecien der Art sind nicht bekannt. Gleiches gilt für die Uredien des Pilzes, möglicherweise bildet er keine aus. Die hellgelblichen Uredosporen sind 18–22 × 14–16 µm groß, eiförmig bis ellipsoid und stachelwarzig. Die an Stängeln wachsenden Telien der Art sind zimtbraun, pulverig, zusammenfließend und unbedeckt. Die zimtbraunen Teliosporen sind zweizellig und doppelwandig, in der Regel ellipsoid, stachelwarzig und meist 30–38 × 20–24 µm groß. Ihre Stiele sind farblos und apikal geschwollen.

## Verbreitung
Das bekannte Verbreitungsgebiet von Uropyxis farlowii umfasst Kuba und Mexiko.

## Ökologie
Die Wirtspflanze von Uropyxis farlowii ist Dalea domingensis. Der Pilz ernährt sich von den im Speichergewebe der Pflanzen vorhandenen Nährstoffen, seine Sporenlager brechen später durch die Blattoberfläche und setzen Sporen frei. Die Art durchläuft einen wohl mikrozyklischen Entwicklungszyklus mit Spermogonien, Aecien und Telien. Als autoöker Parasit macht sie keinen Wirtswechsel durch.